# 俄國內戰東線
1918年5月，俄罗斯内战战火向东蔓延，沿西伯利亚铁路的捷克斯洛伐克军团和俄罗斯陆军军官举行了一系列起义。那年夏天，在西伯利亚和其他俄国东部地区的许多地方都成立了反布尔什维克地方政府。红军于秋季发动反攻，并于1919年在西伯利亚击败了白军指挥官亚历山大·高尔察克。 该地区的小规模冲突一直持续到1923年。